# Emy Gauffin
Klara Emilia "Emy" Gauffin,född 18 december 1928 i Uppsala, död 2 februari 1993 i Uppsala, var en svensk orienterare som tog individuellt EM-brons 1962, NM-silver i stafett 1963 samt blev svensk mästarinna i stafett 1953 och 1963 och på långdistans 1960 och 1962. Hon tävlade för IF Thor.